# Hadjer Mecerem
Hadjer Mecerem, née le 23 août 1996, est une judokate algérienne.

## Carrière
Hadjer Mecerem est médaillée de bronze des moins de 48 kg aux Championnats d'Afrique de judo 2018 à Tunis. Elle devient vice-championne d'Afrique l'année suivante au Cap.
Elle remporte la médaille de bronze des moins de 48 kilos Jeux africains de 2019 à Rabat.

## Palmarès
| Année | Compétition                    | Lieu            | Résultat | Catégorie      |
| ----- | ------------------------------ | --------------- | -------- | -------------- |
| 2013  | Championnats d'Afrique cadets  | Alger           | 1re      | Moins de 44 kg |
| 2015  | Championnats d'Afrique         | Libreville      | 5e       | Moins de 48 kg |
| 2015  | Championnats d'Afrique juniors | Charm el-Cheikh | 2e       | Moins de 48 kg |
| 2018  | Championnats d'Afrique         | Tunis           | 3e       | Moins de 48 kg |
| 2018  | Jeux méditerranéens            | Tarragone       | 7e       | Moins de 48 kg |
| 2019  | Championnats d'Afrique         | Le Cap          | 2e       | Moins de 48 kg |
| 2019  | Jeux africains                 | Rabat           | 3e       | Moins de 48 kg |